# Buy a suit スーツを買う
『buy a suit スーツを買う』（バイ・ア・スーツ スーツをかう）は、市川準監督の遺作（2008年9月19日死去）となった中編のプライベートフィルム作品。
劇場公開は2009年4月11日で、同時上映は同監督の『TOKYOレンダリング詞集』。

## ストーリー
同僚のスミちゃんと共に大阪から上京したユキは、秋葉原駅前でスミちゃんと別れ、蒸発中の兄・ヒサシの大学時代の先輩・山口を訪ねる。ユキは、消息不明のヒサシから突然葉書が届き、記されていた住所を訪れるために上京してきたのだ。山口はひとしきりヒサシの思い出を語った後、ヒサシ宛てに手紙を書き、ユキに託す。ユキはヒサシからの葉書を手に住所地を探して行くと、そこは吾妻橋のたもとだった。数学の天才で頭が良すぎた兄・ヒサシはホームレスになっていた。隅田川を眺めながら訥々と話す兄妹。やがて二人は浅草に住んでいるというヒサシの元妻・トモ子に会いに行くことになる。煮込み通りで再会し、山口からの手紙も読む三人。トモ子が口にした言葉。店を出た後、ユキはヒサシに背広を買ってあげると言う。二人が洋品店の店先で背広を物色しているとき、傍でトモ子が…。

## キャスト
- ユキ（川原ゆき）：砂原由起子
- ヒサシ（川原久）：鯖吉
- 山口（山口隆志）：山崎隆明
- トモ子：三枝桃子
- スミちゃん：松村寿美子
- インタビュアー：佐藤慎一
- カメラクルー：柏木慎一
- ある男：宍戸貴義[2]

＊鯖吉と砂原由起子は実の兄妹でもある。

## スタッフ
- 監督・脚本：市川準
- 助監督：末永智也
- 制作：宍戸貴義
- 衣装：宮本まさ江
- 音楽：松本龍之介
- 整音：橋本泰夫
- 音響効果：佐々木敦生

## 受賞歴
- 第21回東京国際映画祭「日本映画ある視点」部門作品賞